# Championnat d'Europe de patinage artistique 1907
Navigation
Édition précédente Édition suivante
Le championnat d'Europe de patinage artistique 1907 a lieu du 26 au 27 janvier 1907 à Berlin dans l'Empire allemand.

## Podium
| Épreuves                      | Or             | Argent        | Bronze     |
| ----------------------------- | -------------- | ------------- | ---------- |
| Messieurs résultats détaillés | Ulrich Salchow | Gilbert Fuchs | Ernst Herz |

## Tableau des médailles
| Rang  | Nation    | Or | Argent | Bronze | Total |
| ----- | --------- | -- | ------ | ------ | ----- |
| 1     | Suède     | 1  | 0      | 0      | 1     |
| 2     | Allemagne | 0  | 1      | 0      | 1     |
| 3     | Autriche  | 0  | 0      | 1      | 1     |
| Total | Total     | 1  | 1      | 1      | 3     |

## Détails de la compétition Messieurs
| Rang | Nom               | Nation    | Places | Points | Fig. impo. | Prog. libre |
| ---- | ----------------- | --------- | ------ | ------ | ---------- | ----------- |
| 1    | Ulrich Salchow    | Suède     | 6      |        |            |             |
| 2    | Gilbert Fuchs     | Allemagne | 10     |        |            |             |
| 3    | Ernst Herz        | Autriche  | 14     |        |            |             |
| 4    | Per Thorén        | Suède     | 20     |        |            |             |
| 5    | Martinus Löhrdahl | Norvège   | 25     |        |            |             |
| 6    | Martin Gordan     | Allemagne | 30     |        |            |             |